# SpatioTemporal Asset Catalog
Le SpatioTemporal Asset Catalog (STAC) est une spécification pour décrire dans un langage commun les informations géospatiales. Cela permet de rendre plus facile leur exploitation, indexation et découverte sur internet.
La spécification STAC est devenu très répandu pour les catalogues dans le cloud.
STAC est un langage léger, basé sur JSON, orienté vers les actifs, auto-navigable et adapté au domaine spatial et temporel.
Le STAC est utilisé par la NASA pour ses systèmes de données sur les sciences de la Terre,, par le USGS Landsat, par le Microsoft Planetary Computer, ESRI, le Google Earth Engine, l'Office fédéral de topographie, Maxar, etc.
La spécification STAC se compose de quatre spécifications semi-indépendantes : article, collection, catalogue et API.

## Histoire
La réalisation de la spécification commence en octobre 2017. La Radiant Earth Foundation souhaite fédérer diverses organisations pour répondre à un problème commun : unifier la façon de faire appel aux API pour d'accéder aux différents images satellites. Planet Labs à initié les premiers fond pour la réalisation de la spécification, avec son développement avec un jour par semaine par un developpeur.
Le STAC est une spécification ouverte, qui est le fruit de la collaboration de 14 organisations différentes pour permettre un meilleur partage et une meilleure recherche des images satellites.
Le spécification permet aussi de gérer des données SAR, LiDAR, imagerie hyperspectrale, nuages de points, vidéos, ou tout produit dérivé tel que NDVI et Modèle numérique de terrain.
Le version 1.0.0 est publié le 25 mai 2021.

## Structure STAC

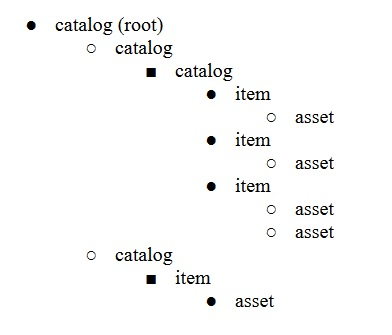
Exemple de structure STAC simple

La spécification STAC se compose de quatre spécifications semi-indépendantes : article, collection, catalogue et API.

### Catalogue (catalog)
Le catalogue STAC est un fichier JSON simple et flexible de liens qui fournit une structure pour organiser et parcourir les éléments STAC.

### Collection (collection)
La collection STAC est une extension du catalogue STAC avec des informations supplémentaires telles que l'étendue, la licence, les mots-clés, les fournisseurs, etc. qui décrivent les éléments STAC qui font partie de la collection.

### Article (item)
L'élément STAC est l'unité atomique de base, représentant un actif spatio-temporel unique sous la forme d'un élément GeoJSON avec une date et des liens.

### API
L'API STAC, est l'outil pour faire des recherches, il fournit un point d'accès RESTful qui permet de rechercher des éléments STAC, spécifiés dans OpenAPI, conformément au Web Feature Service (WFS) version 3 de l'Open Geospatial Consortium.